# Liste der Kulturdenkmäler in Hoffeld (Eifel)
In der Liste der Kulturdenkmäler in Hoffeld sind alle Kulturdenkmäler der rheinland-pfälzischen Ortsgemeinde Hoffeld aufgeführt. Grundlage ist die Denkmalliste des Landes Rheinland-Pfalz (Stand: 12. Juni 2023).

## Einzeldenkmäler
| Bezeichnung | Lage                              | Baujahr         | Beschreibung                                                                         | Bild                                    |
| ----------- | --------------------------------- | --------------- | ------------------------------------------------------------------------------------ | --------------------------------------- |
| Hofanlage   | Bergstraße 8 Lage                 | 1686            | Hakenhof; Fachwerkhaus, bezeichnet 1686, Kniestock aus dem 19. Jahrhundert, Scheune  | Fotos hochladen                         |
| Grabkreuze  | Kapellenweg, an Nr. 19 Lage       | 18. Jahrhundert | Grabkreuze, 18. Jahrhundert; in der Wand der katholischen Kirche St. Donatus         | BW                                      |
| Wegekreuz   | Kapellenweg, Ecke Bergstraße Lage | 1777            | Wegekreuz, bezeichnet 1777                                                           | BW                                      |
| Quereinhaus | Schulstraße 1 Lage                | 19. Jahrhundert | eingeschossiges Fachwerk-Quereinhaus, teilweise Bruchstein, 19. Jahrhundert, Brunnen | Fotos hochladen                         |
| Wegekreuz   | Gemarkung                         | 1852            | Wegekreuz, Konsolentyp, bezeichnet 1852                                              | Direkt Bild zu diesem Denkmal hochladen |